# Llista d'asteroides/137301-137400
| Nom      | Designació provisional | Data de descobriment   | Lloc de descobriment | Descobridor/s                    |
| -------- | ---------------------- | ---------------------- | -------------------- | -------------------------------- |
| 137301 - | 1999 RP239             | 8 de setembre de 1999  | Socorro              | LINEAR                           |
| 137302 - | 1999 RB254             | 4 de setembre de 1999  | Catalina             | CSS                              |
| 137303 - | 1999 SX9               | 23 de setembre de 1999 | Monte Agliale        | M. M. M. Santangelo              |
| 137304 - | 1999 SK12              | 27 de setembre de 1999 | Anderson Mesa        | LONEOS                           |
| 137305 - | 1999 SO14              | 30 de setembre de 1999 | Catalina             | CSS                              |
| 137306 - | 1999 SU16              | 29 de setembre de 1999 | Catalina             | CSS                              |
| 137307 - | 1999 SZ27              | 27 de setembre de 1999 | Socorro              | LINEAR                           |
| 137308 - | 1999 TF2               | 2 d'octubre de 1999    | Fountain Hills       | C. W. Juels                      |
| 137309 - | 1999 TM5               | 1 d'octubre de 1999    | Višnjan Observatory  | K. Korlević, M. Jurić            |
| 137310 - | 1999 TF9               | 7 d'octubre de 1999    | Višnjan Observatory  | K. Korlević, M. Jurić            |
| 137311 - | 1999 TX9               | 9 d'octubre de 1999    | Catalina             | CSS                              |
| 137312 - | 1999 TK10              | 10 d'octubre de 1999   | Prescott             | P. G. Comba                      |
| 137313 - | 1999 TR12              | 12 d'octubre de 1999   | Prescott             | P. G. Comba                      |
| 137314 - | 1999 TQ14              | 12 d'octubre de 1999   | Ondřejov             | P. Kušnirák                      |
| 137315 - | 1999 TB20              | 15 d'octubre de 1999   | Xinglong             | BAO Schmidt CCD Asteroid Program |
| 137316 - | 1999 TQ20              | 5 d'octubre de 1999    | Goodricke-Pigott     | R. A. Tucker                     |
| 137317 - | 1999 TY21              | 3 d'octubre de 1999    | Kitt Peak            | Spacewatch                       |
| 137318 - | 1999 TG22              | 3 d'octubre de 1999    | Kitt Peak            | Spacewatch                       |
| 137319 - | 1999 TV23              | 4 d'octubre de 1999    | Kitt Peak            | Spacewatch                       |
| 137320 - | 1999 TZ28              | 4 d'octubre de 1999    | Socorro              | LINEAR                           |
| 137321 - | 1999 TN29              | 4 d'octubre de 1999    | Socorro              | LINEAR                           |
| 137322 - | 1999 TR32              | 4 d'octubre de 1999    | Socorro              | LINEAR                           |
| 137323 - | 1999 TF35              | 4 d'octubre de 1999    | Socorro              | LINEAR                           |
| 137324 - | 1999 TX35              | 6 d'octubre de 1999    | Socorro              | LINEAR                           |
| 137325 - | 1999 TQ37              | 1 d'octubre de 1999    | Catalina             | CSS                              |
| 137326 - | 1999 TT40              | 5 d'octubre de 1999    | Catalina             | CSS                              |
| 137327 - | 1999 TK41              | 2 d'octubre de 1999    | Kitt Peak            | Spacewatch                       |
| 137328 - | 1999 TJ42              | 3 d'octubre de 1999    | Kitt Peak            | Spacewatch                       |
| 137329 - | 1999 TO45              | 3 d'octubre de 1999    | Kitt Peak            | Spacewatch                       |
| 137330 - | 1999 TS45              | 3 d'octubre de 1999    | Kitt Peak            | Spacewatch                       |
| 137331 - | 1999 TX53              | 6 d'octubre de 1999    | Kitt Peak            | Spacewatch                       |
| 137332 - | 1999 TS58              | 6 d'octubre de 1999    | Kitt Peak            | Spacewatch                       |
| 137333 - | 1999 TN63              | 7 d'octubre de 1999    | Kitt Peak            | Spacewatch                       |
| 137334 - | 1999 TC67              | 8 d'octubre de 1999    | Kitt Peak            | Spacewatch                       |
| 137335 - | 1999 TE68              | 8 d'octubre de 1999    | Kitt Peak            | Spacewatch                       |
| 137336 - | 1999 TG68              | 8 d'octubre de 1999    | Kitt Peak            | Spacewatch                       |
| 137337 - | 1999 TX76              | 10 d'octubre de 1999   | Kitt Peak            | Spacewatch                       |
| 137338 - | 1999 TH77              | 10 d'octubre de 1999   | Kitt Peak            | Spacewatch                       |
| 137339 - | 1999 TD78              | 11 d'octubre de 1999   | Kitt Peak            | Spacewatch                       |
| 137340 - | 1999 TB83              | 12 d'octubre de 1999   | Kitt Peak            | Spacewatch                       |
| 137341 - | 1999 TD83              | 12 d'octubre de 1999   | Kitt Peak            | Spacewatch                       |
| 137342 - | 1999 TU85              | 14 d'octubre de 1999   | Kitt Peak            | Spacewatch                       |
| 137343 - | 1999 TV85              | 14 d'octubre de 1999   | Kitt Peak            | Spacewatch                       |
| 137344 - | 1999 TB89              | 2 d'octubre de 1999    | Socorro              | LINEAR                           |
| 137345 - | 1999 TK89              | 2 d'octubre de 1999    | Socorro              | LINEAR                           |
| 137346 - | 1999 TP90              | 2 d'octubre de 1999    | Socorro              | LINEAR                           |
| 137347 - | 1999 TL94              | 2 d'octubre de 1999    | Socorro              | LINEAR                           |
| 137348 - | 1999 TZ94              | 2 d'octubre de 1999    | Socorro              | LINEAR                           |
| 137349 - | 1999 TQ97              | 2 d'octubre de 1999    | Socorro              | LINEAR                           |
| 137350 - | 1999 TK100             | 2 d'octubre de 1999    | Socorro              | LINEAR                           |
| 137351 - | 1999 TO100             | 2 d'octubre de 1999    | Socorro              | LINEAR                           |
| 137352 - | 1999 TY103             | 3 d'octubre de 1999    | Socorro              | LINEAR                           |
| 137353 - | 1999 TW104             | 3 d'octubre de 1999    | Socorro              | LINEAR                           |
| 137354 - | 1999 TA105             | 3 d'octubre de 1999    | Socorro              | LINEAR                           |
| 137355 - | 1999 TS106             | 4 d'octubre de 1999    | Socorro              | LINEAR                           |
| 137356 - | 1999 TN108             | 4 d'octubre de 1999    | Socorro              | LINEAR                           |
| 137357 - | 1999 TQ108             | 4 d'octubre de 1999    | Socorro              | LINEAR                           |
| 137358 - | 1999 TE111             | 4 d'octubre de 1999    | Socorro              | LINEAR                           |
| 137359 - | 1999 TS113             | 4 d'octubre de 1999    | Socorro              | LINEAR                           |
| 137360 - | 1999 TF114             | 4 d'octubre de 1999    | Socorro              | LINEAR                           |
| 137361 - | 1999 TQ114             | 4 d'octubre de 1999    | Socorro              | LINEAR                           |
| 137362 - | 1999 TC117             | 4 d'octubre de 1999    | Socorro              | LINEAR                           |
| 137363 - | 1999 TD117             | 4 d'octubre de 1999    | Socorro              | LINEAR                           |
| 137364 - | 1999 TZ118             | 4 d'octubre de 1999    | Socorro              | LINEAR                           |
| 137365 - | 1999 TU120             | 4 d'octubre de 1999    | Socorro              | LINEAR                           |
| 137366 - | 1999 TV120             | 4 d'octubre de 1999    | Socorro              | LINEAR                           |
| 137367 - | 1999 TC123             | 4 d'octubre de 1999    | Socorro              | LINEAR                           |
| 137368 - | 1999 TE124             | 4 d'octubre de 1999    | Socorro              | LINEAR                           |
| 137369 - | 1999 TQ124             | 4 d'octubre de 1999    | Socorro              | LINEAR                           |
| 137370 - | 1999 TA126             | 4 d'octubre de 1999    | Socorro              | LINEAR                           |
| 137371 - | 1999 TF126             | 4 d'octubre de 1999    | Socorro              | LINEAR                           |
| 137372 - | 1999 TM126             | 4 d'octubre de 1999    | Socorro              | LINEAR                           |
| 137373 - | 1999 TD128             | 4 d'octubre de 1999    | Socorro              | LINEAR                           |
| 137374 - | 1999 TJ128             | 4 d'octubre de 1999    | Socorro              | LINEAR                           |
| 137375 - | 1999 TM131             | 6 d'octubre de 1999    | Socorro              | LINEAR                           |
| 137376 - | 1999 TT133             | 6 d'octubre de 1999    | Socorro              | LINEAR                           |
| 137377 - | 1999 TD135             | 6 d'octubre de 1999    | Socorro              | LINEAR                           |
| 137378 - | 1999 TS136             | 6 d'octubre de 1999    | Socorro              | LINEAR                           |
| 137379 - | 1999 TV138             | 6 d'octubre de 1999    | Socorro              | LINEAR                           |
| 137380 - | 1999 TO144             | 7 d'octubre de 1999    | Socorro              | LINEAR                           |
| 137381 - | 1999 TQ149             | 7 d'octubre de 1999    | Socorro              | LINEAR                           |
| 137382 - | 1999 TF150             | 7 d'octubre de 1999    | Socorro              | LINEAR                           |
| 137383 - | 1999 TL151             | 7 d'octubre de 1999    | Socorro              | LINEAR                           |
| 137384 - | 1999 TS154             | 7 d'octubre de 1999    | Socorro              | LINEAR                           |
| 137385 - | 1999 TC155             | 7 d'octubre de 1999    | Socorro              | LINEAR                           |
| 137386 - | 1999 TK155             | 7 d'octubre de 1999    | Socorro              | LINEAR                           |
| 137387 - | 1999 TB156             | 7 d'octubre de 1999    | Socorro              | LINEAR                           |
| 137388 - | 1999 TY156             | 9 d'octubre de 1999    | Socorro              | LINEAR                           |
| 137389 - | 1999 TL157             | 9 d'octubre de 1999    | Socorro              | LINEAR                           |
| 137390 - | 1999 TS157             | 9 d'octubre de 1999    | Socorro              | LINEAR                           |
| 137391 - | 1999 TF158             | 7 d'octubre de 1999    | Socorro              | LINEAR                           |
| 137392 - | 1999 TS159             | 9 d'octubre de 1999    | Socorro              | LINEAR                           |
| 137393 - | 1999 TW159             | 9 d'octubre de 1999    | Socorro              | LINEAR                           |
| 137394 - | 1999 TK162             | 9 d'octubre de 1999    | Socorro              | LINEAR                           |
| 137395 - | 1999 TZ163             | 9 d'octubre de 1999    | Socorro              | LINEAR                           |
| 137396 - | 1999 TY164             | 10 d'octubre de 1999   | Socorro              | LINEAR                           |
| 137397 - | 1999 TH165             | 10 d'octubre de 1999   | Socorro              | LINEAR                           |
| 137398 - | 1999 TW170             | 10 d'octubre de 1999   | Socorro              | LINEAR                           |
| 137399 - | 1999 TY171             | 10 d'octubre de 1999   | Socorro              | LINEAR                           |
| 137400 - | 1999 TC177             | 10 d'octubre de 1999   | Socorro              | LINEAR                           |